# Histamina N-metiltransferasa
La histamina N-metiltransferasa (HNMT) es una proteína codificada por el gen HNMT en humanos. Pertenece a la superfamilia de enzimas metiltransferasas y participa en la inactivación de la histamina, una biomolécula que interviene en diversos procesos fisiológicos. Las metiltransferasas están presentes en todas las formas de vida, incluidas las arqueas, y existen 230 familias de metiltransferasas en todas las especies.
En concreto, la HNMT transfiere un grupo metilo (-CH3) de la S-adenosil-L-metionina (SAM-e) a la histamina, formando un metabolito inactivo llamado Nτ-metilhistamina, en una reacción química denominada Nτ-metilación. En los mamíferos, la HNMT actúa junto con la diaminooxidasa (DAO) como las dos únicas enzimas responsables del metabolismo de la histamina; sin embargo, lo que diferencia a la HNMT es su presencia única en el sistema nervioso central (SNC), donde gobierna la neurotransmisión histaminérgica, es decir, un proceso en el que la histamina actúa como molécula mensajera entre las neuronas -células nerviosas- del cerebro. Al degradar y regular los niveles de histamina específicamente en el SNC, la HNMT garantiza el correcto funcionamiento de las vías neuronales relacionadas con la excitación, la regulación del apetito, los ciclos de sueño-vigilia y otras funciones cerebrales esenciales.
Las investigaciones en ratones knockout -es decir, modificados genéticamente para que carezcan del gen Hnmt- han revelado que la ausencia de esta enzima provoca un aumento de las concentraciones cerebrales de histamina y cambios de comportamiento como un aumento de la agresividad y alteraciones en los patrones de sueño. Estos hallazgos ponen de relieve el papel fundamental que desempeña la HNMT en el mantenimiento de la función cerebral normal mediante la regulación precisa de la señalización neuronal que implica a la histamina. Las variantes genéticas que afectan a la actividad de la HNMT también se han visto implicadas en diversos trastornos neurológicos como la enfermedad de Parkinson y el trastorno por déficit de atención.

## Gen
La histamina N-metiltransferasa está codificada por un único gen, denominado HNMT, que se ha mapeado en el cromosoma 2 en humanos.
Se han identificado tres variantes de transcripción para este gen en humanos, que producen diferentes isoformas proteicas debido al splicing alternativo, que permite que un único gen codifique para múltiples proteínas mediante la inclusión o exclusión de exones concretos de un gen en el ARNm final producido a partir de ese gen.De esas isoformas, sólo una tiene actividad metilante de la histamina.
En el genoma humano, seis exones del HNMT de 50 kb contribuyen a formar una especie única de ARNm, de aproximadamente 1,6 kb de tamaño. Este ARNm se traduce en la enzima citosólica histamina N-metiltransferasa, que comprende 292 aminoácidos, de los cuales 130 aminoácidos son una secuencia conservada. La HNMT no tiene elementos cis promotores, como las cajas TATA y CAAT.

## Proteína
La HNMT es una proteína citoplasmática, lo que significa que opera dentro del citoplasma de una célula. El citoplasma llena el espacio entre la membrana celular externa (también conocida como membrana plasmática celular) y la membrana nuclear (que rodea el núcleo de la célula). La HNMT ayuda a regular los niveles de histamina degradándola dentro del citoplasma, lo que garantiza el correcto funcionamiento celular.
Las proteínas se componen de residuos de aminoácidos y forman una estructura tridimensional. La estructura cristalográfica para representar la estructura tridimensional de la proteína HNMT humana se describió por primera vez en 2001 como una proteína monomérica que tiene una masa de 33 kilodaltons y consta de dos dominios estructurales.
El primer dominio, denominado "dominio MTasa", contiene el sitio activo donde se produce la metilación. Tiene un pliegue clásico que se encuentra en muchas otras metiltransferasas y consiste en una lámina beta de siete hebras rodeada por tres hélices a cada lado. Este dominio se une a su cofactor, la S-adenosil-L-metionina (SAM-e), que proporciona el grupo metilo para las reacciones de Nτ-metilación.
El segundo dominio, denominado "dominio de unión al sustrato", interactúa con la histamina, contribuyendo a su unión a la molécula enzimática. Este dominio está conectado al dominio MTasa y forma una región separada. Incluye una hoja beta antiparalela junto con hélices alfa y 310 hélices adicionales.

## Especies
La histamina N-metiltransferasa pertenece a las metiltransferasas, una superfamilia de enzimas presentes en todas las formas de vida, incluidas las arqueas.
Estas enzimas catalizan la metilación, que es un proceso químico que implica la adición de un grupo metilo a una molécula, lo que puede afectar a su función biológica.
Para facilitar la metilación, las metiltransferasas transfieren un grupo metilo (-CH3) de un cosustrato (donante) a una molécula de sustrato (aceptor), dando lugar a la formación de una molécula metilada.La mayoría de las metiltransferasas utilizan S-adenosil-L-metionina (SAM-e) como donante, convirtiéndola en S-adenosil-L-homocisteína (SAH) En varias especies, los miembros de la superfamilia de enzimas metiltransferasas metilan una amplia gama de moléculas, incluyendo moléculas pequeñas, proteínas, ácidos nucleicos y lípidos. Estas enzimas intervienen en numerosos procesos celulares, como la señalización, la reparación de proteínas, la regulación de la cromatina y la regulación génica. Se han descrito más de 230 familias de metiltransferasas en diversas especies.
Esta proteína específica, la histamina N-metiltransferasa, se encuentra en vertebrados, incluidos mamíferos, aves, reptiles, anfibios y peces, pero no en invertebrados y plantas.
El ADN complementario (ADNc) de la Hnmt se clonó inicialmente a partir de un riñón de rata y desde entonces se ha clonado a partir de fuentes humanas, de ratón y de cobaya. La HNMT humana comparte un 55,37% de similitud con la del pez cebra, un 86,76% con la del ratón, un 90,53% con la del perro y un 99,54% con la del chimpancé. Además, las etiquetas de secuencia expresada de vaca, cerdo y gorila, así como las secuencias de estudio del genoma del pez globo, también muestran una gran similitud con la HNMT humana, lo que sugiere que se trata de una proteína muy conservada entre los vertebrados.Para comprender el papel de la histamina N-metiltransferasa en la función cerebral, los investigadores han estudiado ratones con deficiencia de Hnmt (knockout), que fueron modificados genéticamente para tener el gen Hnmt "eliminado", es decir, desactivado. Los científicos descubrieron que la alteración del gen provocaba un aumento significativo de los niveles de histamina en el cerebro del ratón, lo que ponía de manifiesto el papel del gen en el sistema histamínico del cerebro y sugería que las variaciones genéticas de HNMT en humanos podrían estar relacionadas con trastornos cerebrales.

## Distribución tisular y subcelular
En cuanto a la distribución subcelular, la proteína histamina N-metiltransferasa en humanos se localiza principalmente en el nucleoplasma (que es un orgánulo, es decir, una subunidad de una célula) y el citosol (que es el fluido intracelular, es decir, un fluido dentro de las células). Además, se localiza en el centrosoma (otro orgánulo).
En los seres humanos, la proteína está presente en muchos tejidos y se expresa con mayor abundancia en el cerebro, la glándula tiroides, los bronquios, el duodeno, el hígado, la vesícula biliar, los riñones y la piel.

## Función

Inactivación biológica de la histamina mediante Nτ-metilación por la enzima histamina N-metiltransferasa (HNMT) utilizando S-adenosil-L-metionina (SAM-e) como cosustrato y donante de grupo funcional metilo (CH3) (la transformación bioquímica se representa como en la reacción KEGG R02155). El grupo metilo del cosustrato (marcado con un óvalo rojo) se transfiere a la histamina en la posición Nτ, formando Nτ-metilhistamina (NMT), que tiene el grupo metilo unido (marcado con un óvalo verde). La conversión de histamina a NMT se muestra con la flecha recta. La SAM-e se transforma así en S-adenosil-L-histidina (SAH), una molécula sin el grupo metilo. La flecha curva muestra la conversión de SAM-e en SAH.

La función de la enzima HNMT es el metabolismo de la histamina por vías de Nτ-metilación utilizando S-adenosil-L-metionina (SAM-e) como donante de metilo, produciendo Nτ-metilhistamina, que, a menos que se excrete, puede ser procesada posteriormente por la monoaminooxidasa B (MAOB) o por la diaminooxidasa (DAO). Los metabolitos metilados de la histamina se excretan con la orina.
En los mamíferos, hay dos formas principales de inactivar la histamina por el metabolismo: una es a través de un proceso llamado desaminación oxidativa, en el que interviene la enzima diamina oxidasa (DAO) producida por el gen AOC1, y la otra es a través de un proceso llamado Nτ-metilación, en el que interviene la enzima N-metiltransferasa.En el contexto de la bioquímica, la inactivación por metabolismo se refiere al proceso en el que una sustancia, como una hormona, se convierte en una forma que ya no es activa o eficaz (inactivación), a través de un proceso en el que la sustancia se altera químicamente (metabolismo).
La HNMT y la DAO son dos enzimas que desempeñan papeles distintos en el metabolismo de la histamina. La DAO es la principal responsable de metabolizar la histamina en los fluidos extracelulares (fuera de las células),que incluyen el fluido intersticial (fluido que rodea a las células) y el plasma sanguíneo. Dicha histamina puede ser exógena (procedente de los alimentos o de la flora intestinal) o endógena (liberada de los gránulos de los mastocitos y basófilos, como ocurre durante las reacciones alérgicas).La DAO se expresa principalmente en las células del epitelio intestinal y la placenta, pero no en el sistema nervioso central (SNC) En cambio, la HNMT se expresa en el SNC y participa en el metabolismo de la histamina intracelular (dentro de las células), que es principalmente endógena y está presente de forma persistente. La HNMT opera en el citosol, que es el fluido del interior de las células. La histamina debe ser transportada al citosol a través de transportadorescomo el transportador de monoaminas de la membrana plasmática (SLC29A4) o el transportador de cationes orgánicos 3 (SLC22A3). La enzima HNMT se encuentra en células de diversos tejidos: neuronas y glía, cerebro, riñones, hígado, bronquios, intestino grueso, ovario, próstata, médula espinal, bazo y tráquea, etc. Mientras que la DAO se encuentra principalmente en el epitelio intestinal, la HNMT está presente en una gama más amplia de tejidos de todo el organismo. Esta diferencia de localización también requiere diferentes mecanismos de transporte para que la histamina llegue a cada enzima, lo que refleja las distintas funciones de estas enzimas en el metabolismo de la histamina. Otra distinción entre la HNMT y la DAO radica en su especificidad de sustrato. Mientras que la HNMT tiene una marcada preferencia por la histamina, la DAO puede metabolizar otras sustancias aminas biógenas, producidas por una forma de vida (como una bacteria o un animal) que tiene un grupo funcional amina (-NH2). Los ejemplos de aminas biógenas además de la histamina que la DAO puede metabolizar son la putrescina y la cadaverina; aún así, la DAO tiene preferencia por la histamina.Tanto la DAO como la HNMT muestran afinidades comparables hacia la histamina.
En el cerebro de los mamíferos, la histamina participa en la neurotransmisión histaminérgica, que es un proceso en el que la histamina actúa como molécula mensajera entre las neuronas, las células nerviosas. La actividad del neurotransmisor histamina está controlada por la HNMT, ya que la DAO no está presente en el SNC.En consecuencia, la desactivación de la histamina a través de la HNMT representa el único mecanismo para poner fin a la neurotransmisión en el SNC de los mamíferos, lo que pone de relieve el papel clave de la HNMT para el sistema histamínico del cerebro y la función cerebral en general.

## Importancia fisiológica y clínica

### Papel en la salud
La histamina desempeña un papel importante en la fisiología humana como hormona y como neurotransmisor. Como hormona, interviene en la respuesta inflamatoria y el picor. Regula las funciones fisiológicas del intestino y actúa en el cerebro, la médula espinal y el útero. Como neurotransmisor, la histamina promueve la excitación y regula el apetito y el ciclo sueño-vigilia.También afecta a la vasodilatación, la producción de fluidos en tejidos como la nariz y los ojos, la secreción de ácido gástrico, la función sexual y las respuestas inmunitarias.
La HNMT es la única enzima en el cuerpo humano responsable de metabolizar la histamina dentro del SNC, desempeñando un papel en la función cerebral.
La HNMT desempeña un papel en el mantenimiento del equilibrio adecuado de histamina en el cuerpo humano. La HNMT es responsable de la descomposición y el metabolismo de la histamina, convirtiéndola en un metabolito inactivo, la Nτ-metilhistamina,que inhibe la expresión génica de la HNMT en un bucle de retroalimentación negativa. Al metabolizar la histamina, la HNMT ayuda a evitar que se acumulen niveles excesivos de histamina en diversos tejidos y órganos. Esta actividad enzimática garantiza que la histamina se mantenga en niveles adecuados para llevar a cabo sus funciones fisiológicas sin causar efectos no deseados ni desencadenar reacciones alérgicas. En el sistema nervioso central, la HNMT desempeña un papel esencial en la degradación de la histamina, donde actúa como neurotransmisor, ya que la HNMT es la única enzima del organismo que puede metabolizar la histamina en el SNC, poniendo fin a su actividad neurotransmisora.
La HNMT también desempeña un papel en la respuesta de las vías respiratorias a partículas nocivas, que es la reacción fisiológica del cuerpo a alérgenos inmunes, bacterias o virus en el sistema respiratorio. La histamina se almacena en gránulos en mastocitos, basófilos y en las vesículas sinápticas de las neuronas histaminérgicas de las vías respiratorias. Cuando se expone a alérgenos inmunitarios o partículas nocivas, la histamina se libera de estos gránulos de almacenamiento y se difunde rápidamente a los tejidos circundantes. Sin embargo, la histamina liberada necesita ser desactivada rápidamente para su correcta regulación, que es una función de la HNMT.

### Intolerancia a la histamina
La intolerancia a la histamina es un supuesto conjunto de reacciones adversas a la histamina ingerida en los alimentos que se cree que están asociadas a una actividad defectuosa de las enzimas DAO y HNMT. Este conjunto de reacciones incluye reacciones cutáneas (como picor, rubor y edema), síntomas gastrointestinales (como dolor abdominal y diarrea), síntomas respiratorios (como moqueo y congestión nasal) y síntomas neurológicos (como mareo y dolor de cabeza).Sin embargo, esta relación entre las enzimas DAO y HNMT y las reacciones adversas a la histamina ingerida en los alimentos no es compartida por la ciencia convencional debido a la insuficiencia de pruebas. Los mecanismos subyacentes exactos por los que la deficiencia de estas enzimas puede causar estas reacciones adversas no se comprenden del todo, pero se cree que implican factores genéticos. A pesar de las numerosas investigaciones, no existen medidas o indicadores objetivos definitivos que puedan definir sin ambigüedades la intolerancia a la histamina como una afección médica distinta.

### Medidas de la actividad
La actividad de la HNMT, a diferencia de la de la DAO, no puede medirse mediante análisis de sangre (suero).
Los órganos que producen DAO la liberan continuamente en el torrente sanguíneo. La DAO se almacena en estructuras vesiculares asociadas a la membrana plasmática en las células epiteliales, por lo que se puede medir la actividad de la DAO en suero, pero no la de la HNMT. Esto se debe a que la HNMT se encuentra principalmente dentro de las células de órganos internos como el cerebro o el hígado y no se libera al torrente sanguíneo. Es difícil medir directamente la HNMT intracelular. Por lo tanto, el diagnóstico de la actividad de la HNMT se realiza normalmente de forma indirecta mediante pruebas de variantes genéticas conocidas.

### Variantes genéticas
Existe una variante genética, registrada en la base de datos de polimorfismos de nucleótido único (dbSNP) como rs11558538, que se encuentra en el 10% de la población mundial, lo que significa que el alelo T se presenta en la posición 314 de la HNMT en lugar del alelo C habitual (c.314C>T). Esta variante hace que la proteína se sintetice con treonina (Thr) sustituida por isoleucina (Ile) en la posición 105 (p.Thr105Ile, T105I). Esta variante se describe como alelo de pérdida de función que reduce la actividad de la HNMT, y se asocia a enfermedades como el asma, la rinitis alérgica y el eccema atópico (dermatitis atópica). Para los individuos con esta variante, la ingesta de inhibidores de la HNMT, que dificultan la actividad enzimática, y de liberadores de histamina, que liberan histamina de los gránulos de mastocitos y basófilos, podría influir potencialmente en sus niveles de histamina. Aun así, esta variante genética se asocia a un menor riesgo de enfermedad de Parkinson.
Los experimentos con ratones Hnmt-knockout han demostrado que una deficiencia en la HNMT provoca un aumento de las concentraciones cerebrales de histamina, lo que se traduce en un aumento de los comportamientos agresivos y una alteración de los ciclos sueño-vigilia en estos ratones. En los seres humanos, las variantes genéticas que afectan a la actividad de la HNMT han sido implicadas en diversos trastornos cerebrales, como la enfermedad de Parkinson y el trastorno por déficit de atención, pero sigue sin estar claro si estas alteraciones en la HNMT son una causa primaria o un efecto secundario de estas afecciones. Además, se han observado niveles reducidos de histamina en el líquido cefalorraquídeo en pacientes con narcolepsia y otros trastornos caracterizados por una somnolencia diurna excesiva. La asociación entre los polimorfismos HNMT y las enfermedades gastrointestinales sigue siendo incierta. Aunque los polimorfismos leves pueden provocar enfermedades como el asma y la enfermedad inflamatoria intestinal, también pueden reducir el riesgo de trastornos cerebrales como la enfermedad de Parkinson. Por otro lado, las mutaciones graves en HNMT pueden provocar discapacidad intelectual. A pesar de estos hallazgos, el papel de la HNMT en la salud humana no se conoce del todo y sigue siendo un área activa de investigación.

### Inhibidores
Se sabe que las siguientes sustancias son inhibidores de la HNMT: amodiaquina, cloroquina, dimaprit, etoprina, metoprina, quinacrina, SKF-91488, tacrina y difenhidramina. Los inhibidores de la HNMT pueden aumentar los niveles de histamina en los tejidos periféricos y agravar las afecciones asociadas con el exceso de histamina, como la rinitis alérgica, la urticaria y la enfermedad de úlcera péptica. A fecha de 2024, aún no se conoce del todo el efecto de los inhibidores de la HNMT sobre la función cerebral. Las investigaciones sugieren que el uso de nuevos inhibidores de la HNMT para aumentar los niveles de histamina en el cerebro podría contribuir a mejorar el tratamiento de los trastornos cerebrales.

### Sobredosis de metanfetamina
La HNMT podría ser una diana potencial para el tratamiento de los síntomas de la sobredosis de metanfetamina. Se trata de un estimulante del sistema nervioso central, del que se puede abusar hasta llegar a consecuencias letales: se han registrado numerosas muertes relacionadas con sobredosis de metanfetamina. El razonamiento subyacente es que dicha sobredosis suele provocar anomalías en el comportamiento, y se ha observado que unos niveles elevados de histamina en el cerebro pueden atenuar estos comportamientos inducidos por la metanfetamina. Por lo tanto, dirigiéndose a la HNMT, podría ser posible aumentar los niveles de histamina en el cerebro, lo que, a su vez, podría ayudar a mitigar los efectos de una sobredosis de metanfetamina. Este efecto podría conseguirse utilizando inhibidores de la HNMT. Los estudios predicen que uno de estos inhibidores puede ser la metoprina, que atraviesa la barrera hematoencefálica y potencialmente puede aumentar los niveles de histamina en el cerebro mediante la inhibición de la HNMT; aun así, a fecha de 2024, el tratamiento de la sobredosis de metanfetamina mediante inhibidores de la HNMT sigue siendo un área de investigación.

### Nτ-metilhistamina
La Nτ-metilhistamina (NτMH), también conocida como 1-metilhistamina, es un producto de la Nτ-metilación de la histamina en una reacción catalizada por la enzima HNMT.
La NτMH se considera un metabolito biológicamente inactivo de la histamina. La NτMH se excreta en la orina y puede medirse para estimar las cantidades de histamina activa en el organismo. Aunque la NτMH tiene cierta actividad biológica por sí misma, es mucho más débil que la histamina. La NτMH puede unirse a los receptores de histamina, pero tiene una afinidad y eficacia menores que la histamina para estos receptores, lo que significa que se une con menos fuerza y los activa con menos eficacia. Dependiendo del subtipo de receptor y del contexto tisular, la NτMH puede actuar como agonista parcial o antagonista de algunos receptores histamínicos. La NτMH puede tener algunos efectos moduladores sobre la señalización de la histamina, pero es poco probable que cause reacciones alérgicas o inflamatorias significativas por sí misma. La NτMH también puede servir como mecanismo de retroalimentación para regular los niveles de histamina y evitar una liberación excesiva de histamina. Sin embargo, la NMT, al ser un producto de una reacción catalizada por la HNMT, puede inhibir la expresión de la HNMT en un bucle de retroalimentación negativa.
La NτMH urinaria puede medirse en entornos clínicos cuando se sospecha mastocitosis sistémica. La mastocitosis sistémica y la anafilaxia se asocian normalmente con un aumento de al menos el doble en los niveles urinarios de NτMH, que también aumentan en pacientes que toman inhibidores de la monoaminooxidasa y en pacientes con dietas ricas en histamina.